# 529

529(오백이십구)는 528보다 크고 530보다 작은 자연수다.

## 수학
- 합성수로, 그 약수는 1, 23, 529다. 진약수의 합은 24이므로, 529는 부족수다.
- 23번째 제곱수(232)다. 앞의 제곱수는 484, 다음 제곱수는 576이다.
- {\displaystyle 28^{22}-1}은 529로 나누어떨어진다.

## 교통

### 항공
- 애틀랜틱 사우스이스트 항공 529편 추락 사고(영어판, 일본어판)

### 철도
- 수도권 전철 5호선 공덕역의 역번호.

### 도로
- 현도 제529호선

## 군사
- 아브로 529(영어판): 제1차 세계 대전에 사용된 영국의 복엽 폭격기.
- U-529(영어판): 제2차 세계 대전에 사용된 나치 독일의 군용 잠수함.

## 문화유산
- 대한민국의 보물 제529호: 진도 금골산 오층석탑
- 대한민국의 사적 제529호: 당진 솔뫼마을 김대건신부 유적

## 기타
- 날짜: 5월 29일
- 연도: 529년, 기원전 529년